# Shinji Higuchi
Shinji Higuchi (樋口真嗣?, Higuchi Shinji; Tokyo, 22 settembre 1965) è un regista e sceneggiatore giapponese.
Ha curato gli effetti speciali della trilogia Heisei di Gamera.
Il protagonista di Neon Genesis Evangelion, Shinji Ikari, trae il suo nome da Higuchi. Shinji Higuchi è inoltre co-sceneggiatore del lungometraggio The End of Evangelion.
Ha collaborato nei film Pokémon: Jirachi Wish Maker e Kill Bill: Volume 1. Fa un cameo nell'anime Le situazioni di Lui & Lei.

## Filmografia

### Regia
- Nadia - Il mistero della pietra azzurra (1990, co-diretto con Hideaki Anno)
- Lorelei: The Witch of the Pacific Ocean (2005)
- Nihon chinbotsu (2006)
- The Last Princess (2008)
- The Floating Castle (2012, co-diretto con Isshin Inudo)
- Shingeki no kyojin - Attack on Titan (2015)
- Shin Godzilla (2016)
- Shin Ultraman (2022)
- Bullet Train Explosion (2025)

### Effetti speciali
- Gamera - Daikaijū kuchu kessen (1995)
- Gamera 2 - Legion shūrai (1996)
- Gamera 3 - Iris kakusei (1999)
- Gojira Mothra King Ghidorah - Daikaijū sōkōgeki (2001)
- Shin Godzilla (2016)

### Sceneggiatura
- Neon Genesis Evangelion: The End of Evangelion (1997)

### Storyboard
- Neon Genesis Evangelion: The End of Evangelion (1997)
- Kyashan - La rinascita (2004)
- Rebuild of Evangelion (2007)
- Tekken: Blood Vengeance (2011)
- Kill la Kill (2013)